# Marco Di Marco
Marco Di Marco (...) è un ex calciatore italiano, di ruolo centrocampista.

## Carriera
Durante l'interruzione dei campionati dovuta alla Seconda guerra mondiale è tesserato dal Pescara, con cui gioca e vince il Torneo misto abruzzese 1944-1945. Resta in rosa (ma senza giocare nessuna partita) anche nella stagione 1945-1946, nel campionato di Divisione Nazionale.
Gioca nuovamente nella formazione abruzzese a partire dalla stagione 1947-1948, nella quale disputa 32 partite nel campionato di Serie B; viene riconfermato in rosa anche per la stagione 1948-1949, nella quale disputa ulteriori 18 partite in seconda divisione. Viene riconfermato anche dopo la retrocessione in Serie C della stagione 1948-1949: nella stagione 1949-1950 disputa infatti il campionato di Serie C, che la sua squadra conclude con la seconda retrocessione in 2 anni, che la porta a giocare in Promozione.
Di Marco gioca due campionati consecutivi (il 1950-1951, chiuso con un secondo posto in classifica, ed il 1951-1952, vinto) in questa categoria, per poi lasciare nuovamente il Pescara, con cui torna a giocare nella stagione 1954-1955, nella quale gioca il campionato di IV Serie.

## Palmarès

### Club

#### Competizioni regionali
- Torneo misto abruzzese: 1

Pescara: 1944-1945
- Promozione: 1

Pescara: 1951-1952